# تیان‌ون ۱

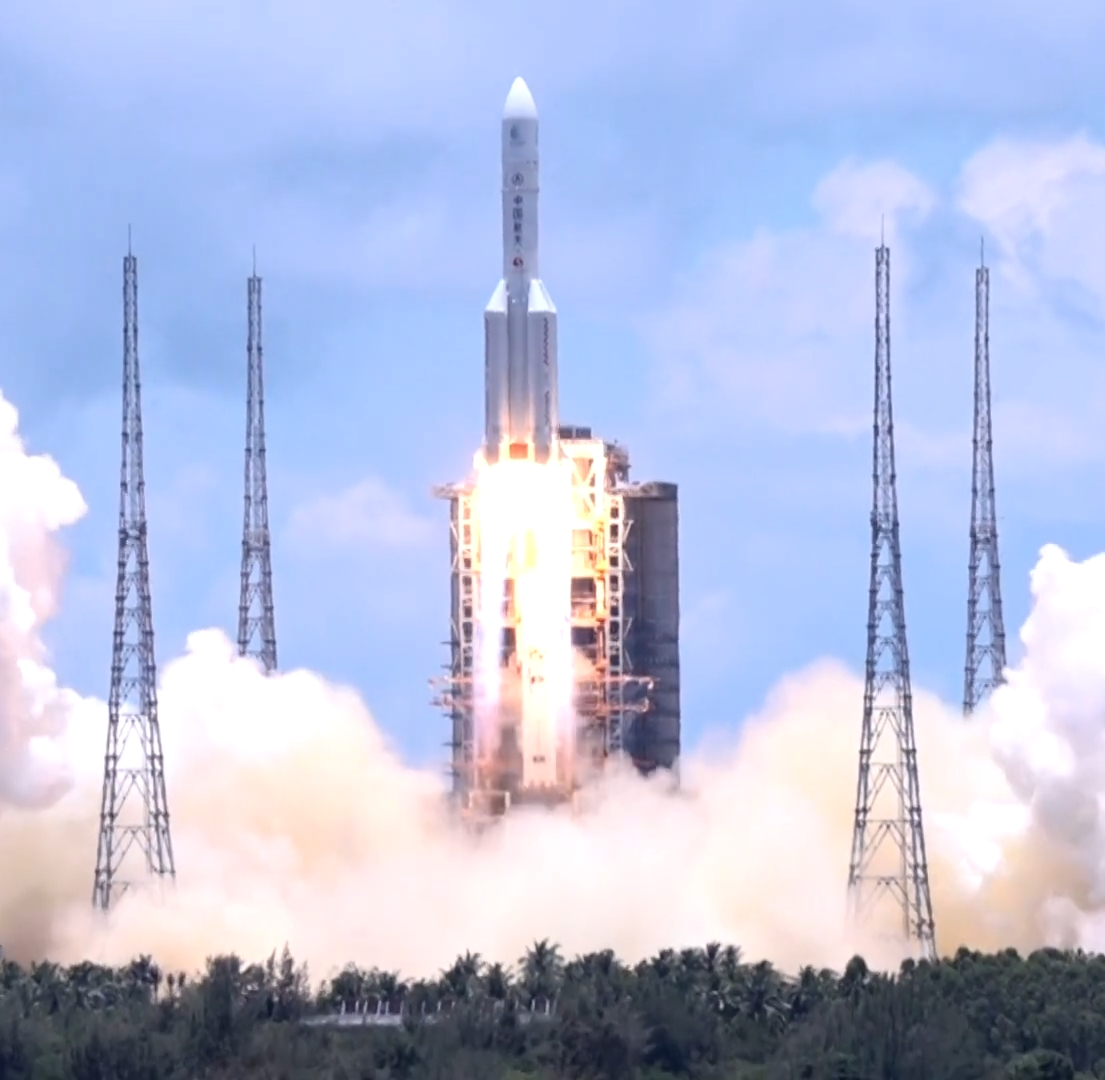
پرتاب تیان‌ون ۱ در ۲۳ ژوئیهٔ سال ۲۰۲۰

تیان‌وِن ۱، (به انگلیسی: Tianwen-1) (معروف به Perceverence-1، HX-1 در حال اجرا و توسعه) یک مأموریت میان‌سیاره‌ای از سوی سازمان ملی فضایی چین (CNSA) به مریخ با ارسال یک فضاپیمای رباتیک است که شامل یک مدارگرد، دوربین قابل نصب، یک سطح‌نشین و یک مریخ‌نورد بنام ژورانگ است.این فضاپیما با جرمی نزدیک به پنج تن یکی از سنگین‌ترین کاوشگری است که به مریخ پرتاب شده و ۱۳ ابزار علمی را با خود حمل می‌کند. این مأموریت با موفقیت از پایگاه پرتاب‌های فضاپیمای مرکز راه‌اندازی فضایی ون‌چانگ در ۲۳ ژوئیهٔ سال ۲۰۲۰] با یک موشک پرتاب سنگین چانگ ژنگ ۵ از مرکز راه‌اندازی فضایی ون‌چانگ آغاز شد و در مسیر مریخ قرار گرفت. این کاوشگر در ۱۰ فوریهٔ ۲۰۲۱ به سیارهٔ مریخ رسید و در مدار این سیاره قرار گرفت.
اهداف بیان شدهٔ آن جستجوی شواهدی از زندگی کنونی و گذشته، و ارزیابی محیط آن سیاره است.
برای ۳ ماه کاوشگر فضایی مکان‌های فرود هدف را از مدار خود شناسایی مورد مطالعه قرار داد. سپس در ۱۴ مه 2021 (UTC) مرحله فرود با آزاد شدن کپسول حاوی لندر / مریخ نورد آغاز شد. این کپسول برنامهٔ ورود به اتمسفر انجام داد و پس از آن مرحلهٔ فرود با چتر آغاز شد، پس از آن سطح‌نشین برای فرود آرام بر سطح مریخ از یک موشک پَسران استفاده کرد تا به آرامی در مریخ فرود بیاید. بر اساس گزارش‌ها، زمان واقعی فرود ۲۳:۱۸، ۱۴ مه 2021 (UTC) بود؛ اندکی بعد، CNSA فرود موفقیت‌آمیز را تأیید کرد. طی چند روز، در صورت عملکردی بودن همهٔ سیستم‌ها، سطح‌نشین مریخ نورد را که برای کاوش سطح برای ۹۰ روز مریخی طراحی شده است در آنجا مستقر می‌کند. مریخ نورد دارای قد ۱٫۸۵ متری و جرم حدود ۲۴۰ کیلوگرم است. در تاریخ ۲۴ آوریل ۲۰۲۱، CNSA اعلام کرد که مریخ نورد قرار است «ژورانگ» نامگذاری شود (نام ژورانگ به یک شخصیت اسطوره‌ای تاریخی در فرهنگ عامه چین اشاره دارد که معمولاً با آتش همراه است). پس از استقرار برنامه‌ریزی شدهٔ مریخ نورد، مدارگرد در حالی که به انجام مشاهدات مداری خود از مدار مریخ ادامه می‌دهد، از آن به عنوان یک ایستگاه رلهٔ ارتباط از راه دور برای مریخ نورد استفاده می‌شود.

نام «تیان‌ون» (چینی ساده‌شده: 天 问؛ چینی سنتی: 天 問)، که به معنی پرسش‌های آسمانی یا پرسش‌هایی برای بهشت است، از یک شعر بلند به همین نام که توسط چیو یوان (حدود ۳۴۰–۲۸۸ پیش از میلاد) سروده شده، برگرفته شده است. چیو یوان از بزرگ‌ترین شاعران چین باستان است.

## اهداف مأموریت
این نخستین مأموریت بین سیاره‌ای چین و همچنین اولین کاوشگر مستقل آن کشور به مریخ است؛ بنابراین هدف مقدم بر همه اعتبارسنجی فناوری‌های ارتباطی و کنترل فضایی در اعماق فضا، قرار دادن مدارگرد در مدار سیاره و فرود روی سطح آن است. مدارگرد همچنین باید موقعیت مکانی را برای بازگرداندن نمونه‌های مریخی را در آینده فراهم کند.
از نظر علمی، این مأموریت باید پنج هدف را برآورده کند:
- ساختار ریخت‌شناسی و زمین‌شناسی مریخ و همچنین تکامل و علل آن را مطالعه کند. برای انجام این کار، کاوشگر توپوگرافی سیاره را با داده‌های دقیق از مناطق مشخص مانند بستر خشک رودخانه‌ها، نقش برجسته‌های آتشفشان‌ها، فرسایش باد، یخچال‌های قطب‌ها و غیره را تجزیه و تحلیل کند. دو دوربین موجود در مدار زمین عبارتند از: اختصاص داده شده به این هدف.
ویژگی‌های لایه‌های سطحی و زیرزمینی خاک مریخ و همچنین توزیع یخ آب را مطالعه کند. این نقش بر عهدهٔ رادارهای موجود در مدارگرد و مریخ نورد است.
- ترکیب و نوع سنگ‌ها و همچنین مواد معدنی و عناصر موجود در سطح مریخ را مطالعه کند. تجزیه و تحلیل مواد معدنی کربناته یا هوازدگی موجود در دریاچه‌های باستان، رودخانه‌ها و دیگر شواهد و مناظری که نتیجهٔ وجود آب در گذشتهٔ کره، مانند هماتیت‌ها، سیلیکات‌های لایه‌ای، هیدرات‌های سولفات یا حتی مواد معدنی پرکلرات به منظور ایجاد ارتباط با گذشتهٔ آبکی مریخ طیف‌سنج‌های موجود در مدارگرد و مریخ نورد و همچنین دوربین چند طیفی به این هدف اختصاص یافته‌اند.
- یونوسفر، آب و هوا، فصول و به‌طور کلی جو مریخ را مطالعه کند، هم در فضای نزدیک فضای آن و هم در سطح آن. این نقش دو ردیاب ذرات موجود در مدارگرد و همچنین ایستگاه هواشناسی مریخ نورد است.
- ساختار داخلی مریخ، میدان مغناطیسی، تاریخ تکامل زمین‌شناسی، توزیع داخلی جرم و میدان گرانشی آن مطالعه می‌شود. مغناطیس سنج‌ها و همچنین رادارهای موجود در مدارگرد و مریخ نورد به این هدف اختصاص یافته‌اند.[۲۲]

اهداف این مأموریت شامل جستجوی شواهد مربوط به زندگی فعلی و گذشته، تولید نقشه‌های سطحی، توصیف ترکیب خاک و توزیع یخ آب و بررسی جو مریخ و به‌ویژه یونوسفر آن است. این مأموریت همچنین به عنوان یک نمایش و آزمودن فناوری است که برای یک مأموریت پیش‌بینی شدهٔ بازگشت و بازآوری نمونه از مریخ چین برای دههٔ ۲۰۳۰ مورد نیاز خواهد بود. همچنین ژرانگ نمونه‌های سنگ و خاک را برای بازیابی توسط مأموریت بعدی و بازگرداندن نمونه‌ها به زمین ذخیره می‌کند.

## ابزارهای علمی

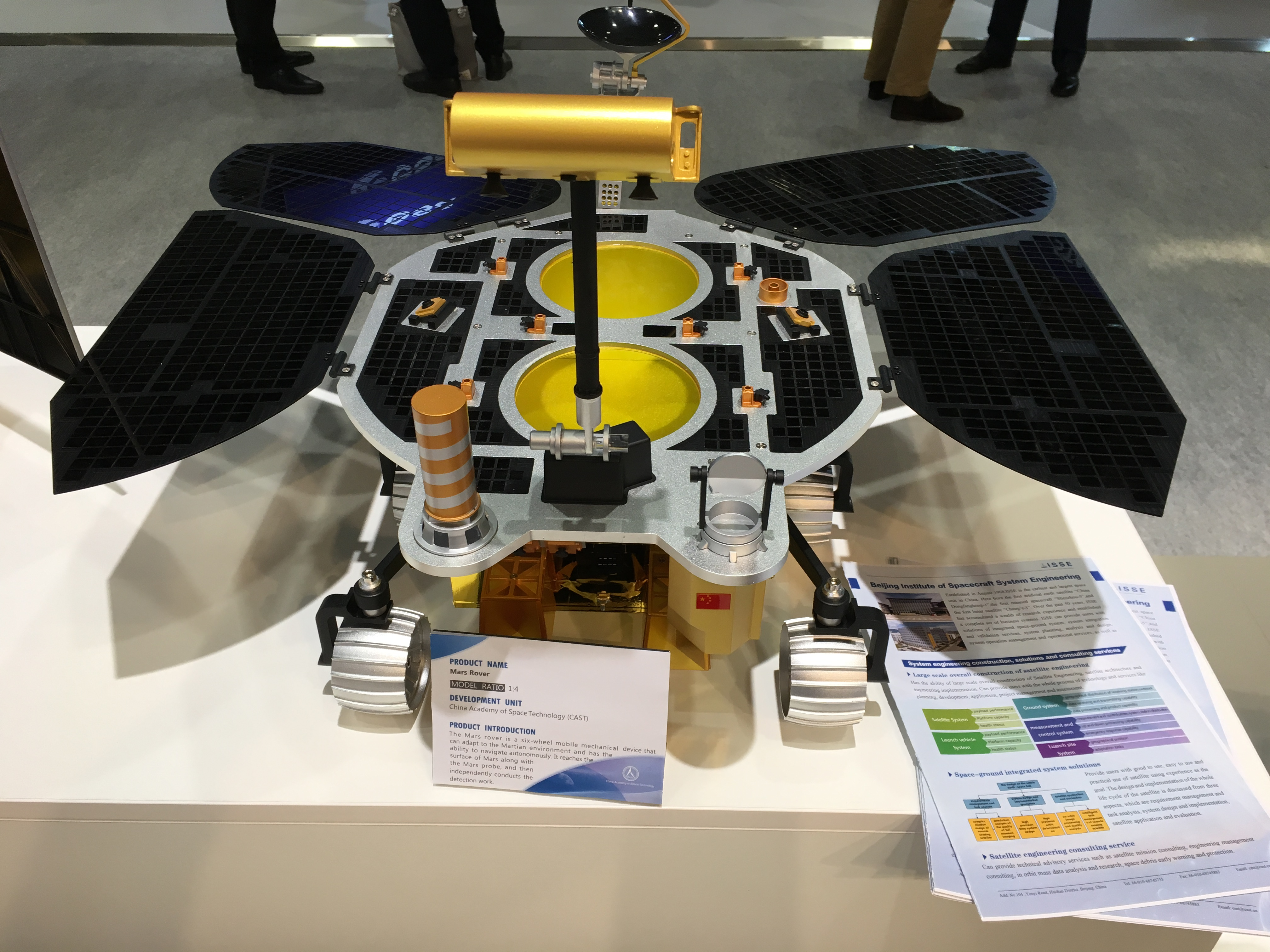
مدل نمایشی مریخ‌نورد ژورانگ آنگونه که در کنگره بین‌المللی فضانوردی در برمن، ۲۰۱۸ ارائه شد

برای رسیدن به اهداف علمی مأموریت، مدارگرد و مریخ نورد ۱۳ ابزار علمی در اختیار دارند:
مدارگرد
- دوربین تفکیک‌پذیری متوسط (mrc) با رزولوشن ۱۰۰ متر از مدار ۴۰۰ کیلومتر
- (اچ آر سی) با تفکیک ۲ متر از مدار ۴۰۰ کیلومتر
- مغناطیس‌سنج (mm)
- طیف‌سنج کانی‌شناسی (mms)، برای تعیین ترکیب اولیه
- رادار زیر سطحی مستقر در مدارگرد (osr)
- تحلیلگر ذرات یونی و خنثی (minpa)
- تحلیلگر انرژی ذرات مریخ[۲۵]

مریخ‌نورد ژورانگ
- رادار نافذ سطح مریخ (GPR), برای تصویربرداری تا حدود ۱۰۰ متر (۳۳۰ فوت)[۱۵]
- آشکارساز میدان مغناطیسی سطح مریخ (MSMFD)
- ابزار اندازه‌گیری هواشناسی مریخ (MMMI)
- آشکارساز ترکیب سطح مریخ طیف‌بینی فروشکست القایی لیزری (MSCD)[۲۶]
- دوربین چند طیفی (MSC) دوربین ناوبری و توپوگرافی[۲۷])